# Cristoforo Macassoli
Cristoforo Macassoli (Milano, 1415 circa – Vigevano, 5 marzo 1485) è stato un presbitero italiano dell'Ordine dei frati minori; il suo culto come beato è stato confermato da papa Leone XIII nel 1890.

## Biografia
Nato a Milano dalla nobile famiglia dei Macassoli, all'età di circa vent'anni abbracciò la vita religiosa tra i frati minori osservanti.
Insieme con Pacifico da Cerano, fondò il convento di Santa Maria delle Grazie a Vigevano, dove morì nel 1485.

## Il culto
Le sue spoglie rimasero nella cappella di San Bernardino in Santa Maria delle Grazie fino al 1810 quando, soppresso il convento per le leggi napoleoniche, le sue reliquie furono traslate in duomo.
Le prime tracce del culto del Macassoli risalgono al 1503, quando venne effigiato insieme con san Bernardino da Siena accanto alla Vergine in una pala d'altare in Santa Maria delle Grazie; le sue reliquie furono rinvenute il 20 giugno 1588.
Papa Leone XIII, con decreto del 23 luglio 1890, ne confermò il culto con il titolo di beato.
Il suo elogio si legge nel martirologio romano al 5 marzo.